# Món persistent
El món persistent és una característica de determinats videojocs que significa que el joc continua actiu quan el jugador l'abandona. La majoria de títols de videojoc de rol massiu basen en aquest tret el seu atractiu, ja que inciten a jugar sovint o es perden els guanys i s'exposen els personatges als atacs d'altres que sí que estan connectats. Els jocs de Last day of work incorporen el món persistent a jocs individuals i sense lluites, en la línia de productes infantils com el tamagotchi o videojocs com Animal Crossing, derivats d'aquell, però admet l'opció de pausa que no solen tenir els jocs multijugador. El terme s'ha estès a altres àmbits relacionats amb les comunitats virtuals.

## Persistència simulada
La persistència ve al fet de mantenir i desenvolupar l'estat del món en el joc al voltant del rellotge. A diferència d'altres tipus de videojocs, la trama i els esdeveniments en un món persistent continuen desenvolupant-se fins i tot quan alguns dels jugadors no estan jugant amb els seus personatges. Aquest aspecte és similar al món real, on els esdeveniments ocorren, sense importar si estan directament o indirectament relacionats a una persona, i continuessin ocorrent mentre la persona dorm, etc. Per això, un personatge del jugador pot també influenciar i canviar un món persistent. El grau en el qual el personatge afecta el món varia de joc en joc. Ja que aquests jocs no es poden pausar o crear arxius de respatller accessibles pels jugadors, les accions dels personatges tindran conseqüències a les quals els jugadors hauran d'atenir-se.
Elements de mons persistents poden ser trobats en jocs de computadores de principis dels anys 1980, incloent Trade Wars (1984) i Orb Wars (1989). El vocable va guanyar popularitat al final dels anys 1990 amb el creixement dels MMORPGs. El vocable també és usat freqüentment pels jugadors de Neverwinter Nights (2002) per referir-se als entorns en línia estilo MMOPG, com Arkaz, creat usant les eines d'aquest joc.

## Primers mons virtuals
El primer joc multijugador per demostrar la persistència en línia va ser el joc basat en text MUD1 programat el 1978 per Rob Trubshaw i Richard Bartle. En un principi només estava disponible per a unes quantes hores en horaris de baixa assistència a la Universitat d'Essex, Regne Unit, va presentar un reset mundial cada 105 minuts. No obstant això, va persistir independentment dels jugadors que inicien sessió durant el temps que estava funcionant. A la dècada següent es va veure molts mons en línia similars, però tots tenien variacions sobre reinicialitzacions temporitzades o no permetien que els jugadors retinguin objectes dins del joc, excepte els punts totals, com ara punts de tresor o experiència, com a marcador del progrés.
Avalon: The Legend Lives es pot considerar el primer joc per introduir un món de veritable estat persistent el 1989. Avalon va ser pioner en la possibilitat que els jugadors estiguessin fora de línia, mentre que el domini d'Avalon continuava 24/7 amb només una còpia de seguretat del matí per marcar el món pausant-se breument. A partir de gener de 2016, aquest registre de personatges continuat del seu primer registre ha persistit durant més de 26 anys, convertint-se en el món digital digital en línia més llarg.